# Tiffany & Co.
Tiffany & Co., nota comunemente come Tiffany's, è un'azienda statunitense fondata nel 1837 a New York, che si occupa della vendita di gioielli tramite migliaia di punti vendita situati in molti paesi.

## Storia
L'azienda è stata fondata da Charles Lewis Tiffany a Manhattan. Inizialmente il negozio vendeva una gran varietà di articoli, comprendenti quelli di cancelleria e operava soltanto col nome di Tiffany. Successivamente, quando John B. Young divenne socio di Charles Lewis Tiffany, il nome mutò in Tiffany & Co.
Il primo negozio venne inaugurato il 14 settembre 1837 al n° 259 di Broadway. Nel primo giorno di attività l'incasso totale fu di appena 4,98 dollari.
Nel 1848, Charles Lewis Tiffany acquista i gioielli della Corona di Francia e nel 1845 viene pubblicato il primo Blue Book che, da allora, viene pubblicato annualmente per presentare la collezione autunnale di Tiffany & Co.
Nel 1851, Tiffany & Co. è la prima azienda a istituire il titolo 925/1000 per l'argento. Nel 1878, Tiffany partecipa all'Esposizione Universale di Parigi e, qualche anno dopo, grazie alla collaborazione del gemmologo George Frederick Kunz, introduce nuovi materiali per la creazione dei suoi gioielli: la kunzite, la morganite, la tanzanite blu, la tsavorite.
Nel 1926, gli Stati Uniti fissano come titolo di purezza ufficiale il platino di Tiffany (95%).
Nel 1956, il designer Jean Schlumberger si unisce a Tiffany e Andy Warhol collabora con la società per creare biglietti di auguri Tiffany (circa 1956–1962). Nel 1968, Lady Bird Johnson, all'epoca First Lady degli Stati Uniti, incaricò Tiffany di progettare un servizio di porcellana della Casa Bianca che conteneva 90 fiori. Nel corso della storia dell'azienda, la produzione si è spostata anche in campi diversi dalla gioielleria: spade da cerimonia durante la guerra civile e, dal 1860, trofei sportivi per gare come il campionato mondiale di baseball, la 500 Miglia di Indianapolis, la NASCAR Sprint Cup, il Super Bowl, la PGA Tour e gli US Open di Tennis.

### Da Avon al gruppo Chaney
Nel novembre 1978, Tiffany & Co. è stata venduta ad Avon Products Inc. per circa 104 milioni di dollari in stock. Tuttavia, in un articolo di Newsweek del 1984, il negozio Tiffany della Fifth Avenue è stato paragonato al grande magazzino Macy's durante un periodo di svendita a causa dell'elevato numero di articoli poco costosi posti in vendita; inoltre, i clienti si sono lamentati del calo della qualità e del servizio. Nell'agosto 1984, Avon ha venduto Tiffany a un gruppo di investitori guidato da William R. Chaney per 135,5 milioni di dollari in contanti. Tiffany è tornata in Borsa nel 1987 e ha raccolto circa 103,5 milioni di dollari dalla vendita di 4,5 milioni di azioni ordinarie.
A causa della recessione del 1990-1991 negli Stati Uniti, Tiffany ha iniziato a porre l'accento sul merchandising di massa. È stata lanciata una nuova campagna pubblicitaria che ha sottolineato come i prodotti Tiffany fossero alla portata di tutti; per esempio, la società ha pubblicizzato che il prezzo degli anelli di fidanzamento con diamanti partiva da 850 dollari. Gli opuscoli "Come acquistare un diamante" sono stati inviati a 40.000 persone ed è stato istituito un numero verde per rivolgersi a una popolazione più ampia. Tuttavia, per mantenere la sua immagine di azienda di beni di lusso, le immagini di alto stile rimasero in mostra nei negozi Tiffany.
Tiffany & Co. ha registrato il marchio del loro caratteristico colore turchese nel 1998.
Nel 2000 è stata fondata la Fondazione Tiffany & Co. per fornire sovvenzioni a organizzazioni senza scopo di lucro che operano nei settori dell'ambiente e delle arti. Nel giugno 2004, Tiffany ha citato in giudizio eBay, sostenendo che quest'ultima ricavava profitti dalla vendita di prodotti Tiffany contraffatti; tuttavia, Tiffany ha perso la causa.
Nel 2001, Tiffany & Co. ha collaborato con Pantone per creare "1837 Blue", ispirato alla precedente tonalità Tiffany Blue. Un anno più tardi, nel 2002, la società ha fondato la filiale Laurelton Diamonds per gestire la catena di fornitura mondiale dei diamanti di Tiffany.
Nel 2009 è stata annunciata una collaborazione tra l'operatore di telefonia mobile giapponese SoftBank e Tiffany & Co. Le due società hanno progettato un cellulare, limitato a dieci copie, e contenente più di 400 diamanti, per un totale di oltre 20 carati (4,0 g). Ogni cellulare costa più di 100 milioni di yen (781.824 sterline). Sempre nel 2009, l'azienda ha lanciato la sua collezione Tiffany Keys.
Nel 2012, ricorrenza del 175º anniversario, Tiffany presenta una nuova lega metallica chiamata rubedo.

### Francesco Trapani azionista
Nella seconda metà del 2017, Francesco Trapani diventa un importante azionista della Tiffany & Co. e nel mese di luglio apre a Milano il terzo flagshipstore Tiffany, inaugurato come la boutique di Tiffany più grande d'Europa. Dopo due-tre anni di vendite piatte, ci fu un grosso cambiamento al vertice dell'azienda: a febbraio Frederic Cuménal è stato licenziato dopo solo ventidue mesi alla guida della società e a ottobre, sotto la gestione proprio di Francesco Trapani, viene nominato nuovo CEO dell'azienda Alessandro Bogliolo, dopo un'esperienza di sedici anni in Bulgari, uno dei diretti concorrenti di Tiffany e con un'esperienza come amministratore delegato di Diesel (principale brand di Only the Brave fondato da Renzo Rosso). Sempre in ottobre Michael Kowalski, il chairman che negli ultimi mesi ha guidato ad interim l'azienda, si fa da parte dopo 35 anni trascorsi nella società. Al suo posto subentra Roger N. Farah.

### Il difficile accordo con LFvM di Arnault
Nel novembre 2019 il gruppo italo-francese del lusso LVMH annuncia l'acquisizione di Tiffany & Co. per 16,2 miliardi di dollari dopo aver rialzato l'offerta a 135 dollari per azione dai 120 proposti in ottobre. L'intenzione di LVMH è di irrobustire la divisione gioielli e orologi che è la più piccola del gruppo pur disponendo dei marchi Bulgari e Tag Heuer e di rafforzare la propria presenza negli Stati Uniti.
In quel periodo Tiffany dispone di 321 negozi nel mondo con vendite nette per 4,44 miliardi di dollari e utili di 586 milioni di dollari. Le aree in cui Tiffany opera includono le due Americhe, l'Asia e il Pacifico, il Giappone, l'Europa e gli Emirati arabi.
L'accordo avrebbe dovuto concludersi entro la metà del 2020 ma è stato annullato da LFvM nel settembre 2020. A quel punto Tiffany ha intentato una causa in Delaware chiedendo al tribunale di obbligare  LFvM all'acquisizione o di valutare i danni. A sua volta  LFvM  ha avviato un'altra causa sostenendo che una cattiva gestione dell'azienda aveva invalidato il contratto di acquisto in quanto veniva "bruciata liquidità". A metà settembre 2020, una fonte affidabile ha dichiarato alla rivista Forbes che LFvM aveva deciso di annullare l'accordo perché Tiffany stava pagando milioni di dividendi agli azionisti nonostante le perdite finanziarie durante la pandemia. Tiffany aveva già pagato circa 70 milioni di dollari, con ulteriori 70 milioni di dollari da pagare nel novembre 2020. Si è parlato anche di un intervento del ministero degli Esteri francese su  LFvM  per far slittare l'intesa in seguito alla minaccia di nuovi dazi statunitensi sui prodotti francesi.
Alla fine di ottobre 2020 si è giunti ad una nuova intesa:   LFvM acquisisce Tiffany & Co ad un prezzo di 16 miliardi di dollari con uno sconto quindi di 425 milioni di dollari; il prezzo per azione passa infatti da 135 dollari a 131,5.

## Diamanti
La tradizione dei diamanti di Tiffany risale al 1848, quando i giornali di New York incoronano Charles Lewis Tiffany come "The King of diamonds", il re dei diamanti (gioco di parole intraducibile in Italiano in cui "diamonds", che significa letteralmente "diamanti", è altresì usato per indicare il seme dei Quadri nelle carte francesi; potremmo quindi interpretare l'epiteto anche nel senso di "Re di Quadri"), grazie all'acquisto dei Gioielli della Corona francese. Nel 1886 Charles Lewis Tiffany introduce un classico anello di fidanzamento usato tuttora, il "Tiffany Setting", l'anello di diamanti. La Tiffany & Co. dispone di un laboratorio periodicamente certificato (Laboratorio Gemmologico di Tiffany) per la valutazione dei diamanti. Il laboratorio gemmologico si affida a professionisti diplomati in gemmologia che devono superare un corso formativo prima di poter procedere alla valutazione di un diamante Tiffany.
La valutazione di un diamante viene effettuata in base alle "4 C":
1. Cut (taglio)
2. Color (colore)
3. Clarity (purezza)
4. Carat weight (peso in carati)

Inoltre, per una qualità superiore, Tiffany valuta i diamanti anche in base alla "presenza", ossia la simmetria e la lucidatura della pietra.
Il taglio serve a ottenere la massima luminosità e lo scintillio dal diamante, a scapito della grandezza. Il colore è dovuto alle impurità che possono essere presenti all'interno del diamante ed è classificato su una scala da D a Z, dove "D", "E" e "F" stanno per incolore, "G", "H" e "I" stanno per quasi incolore e da "L" a "Z" abbiamo le gradazioni "giallo tenue", "giallo molto chiaro" e "giallo chiaro". Tiffany accetta solamente i diamanti che rientrano nella fascia da D a I. Per purezza si intende l'assenza di imperfezioni in un diamante; gli standard Tiffany vietano i miglioramenti dei diamanti con tecniche artificiali come il trattamento termico e la regolazione del colore.
Tiffany & Co., oltre a uno standard elevato dei prodotti di cui si occupa, ha uno standard elevato anche per quanto riguarda l'etica: le compagnie minerarie con cui collabora devono garantire rispetto dell'ambiente e responsabilità sociale. Inoltre, Tiffany & Co. acquista diamanti solo dagli Stati che partecipano al Kimberley Process Certification Scheme (KPCS), creato per certificare la provenienza dei diamanti e, di conseguenza, eliminare il loro contrabbando dalle zone di guerra.

### Tiffany Yellow Diamond
Il diamante giallo di Tiffany venne trovato nel 1878 a Kimberley, in Sudafrica. Con i suoi 287,2 carati è uno dei più grandi diamanti gialli mai scoperti. Il diamante fu tagliato da George Frederick Kunz nella forma "a cuscino" fino a raggiungere il peso di 128,54 carati con un totale di novanta sfaccettature. Il diamante è stato esposto allo Smithsonian National Museum of Natural History a Washington D.C. dal 18 aprile 2007 al 23 settembre 2007. Eccetto eventi particolari, come l'esposizione al museo di Washington nel 2007, il diamante giallo è esposto nel negozio Tiffany & Co. di New York. Il diamante è stato indossato solamente tre volte nella sua storia: dalla signora Sheldon Whitehouse al Tiffany Ball nel 1957 montato, per l'occasione, in una collana di diamanti bianchi, da Audrey Hepburn nel 1961 per pubblicizzare il film Colazione da Tiffany e da Lady Gaga in occasione della cerimonia degli Oscar 2019. Nel 1995, il diamante venne montato su "Bird on a Rock", una creazione di Jean Schlumberger e rimase così per diciassette anni. Nel 2012, il Tiffany yellow diamond è stato montato su di una collana per celebrare il 175º anniversario della nascita di Tiffany & Co.

## Ecosostenibilità
Nel 1996, Tiffany & Co. si è opposta allo scavo di una miniera d'oro che minacciava il parco nazionale di Yellowstone. Per preservare le barriere coralline, dal 2002, Tiffany & Co. non vende coralli poiché non vi è alcun modo sostenibile per raccogliere coralli rossi e rosa senza compromettere l'ecosistema marino; nel 2004, con un annuncio pubblicato sul Washington Post ha esortato il servizio forestale degli Stati Uniti a negare il permesso per lo sviluppo di una miniera nel Montana che avrebbe messo a rischio l'acqua e la fauna selvatica del Paese. Inoltre, Tiffany & Co., insieme con la Bristol Bay Protection Pledge, si occupa di salvaguardare la Bristol Bay, in Alaska, opponendosi allo sviluppo di una miniera di oro e rame a cielo aperto, la miniera Pebble. Per aumentare la consapevolezza su questo problema, nel 2010, Tiffany & Co. pubblicò sul National Geographic Magazine un annuncio di un'intera pagina e, firmando il Bristol Bay Protection Pledge, ha dichiarato che se la miniera Pebble fosse stata sviluppata, non l'avrebbe sfruttata.

## Designer
- Louis Comfort Tiffany, figlio del fondatore Charles Lewis Tiffany, diventa il primo direttore creativo dell'azienda nel 1902 e crea il laboratorio Gioielli Artistici Tiffany nel negozio di Fifth Avenue;
- Jean Schlumberger è uno dei designer di Tiffany & Co. dal 1956; le sue creazioni hanno vestito donne come Jaqueline Kennedy, Diana Vreeland ed Elizabeth Taylor;
- Elsa Peretti è una dei designer di Tiffany & Co. dal 1974;
- Paloma Picasso presenta la sua prima collezione di gioielli firmata Tiffany & Co. nel 1980;
- Frank Gehry avvia la sua partnership con Tiffany & Co. nel 2004, nel 2006 viene presentata la sua prima collezione.

## Cinema e letteratura
Nel romanzo Colazione da Tiffany, di Truman Capote, la protagonista Holly Golightly si riferisce alla gioielleria Tiffany come "il miglior posto del mondo, in cui non può accadere niente di brutto". Dal romanzo è stata tratta la sceneggiatura del film omonimo del 1961, con Audrey Hepburn. Nel 2018 è lanciata una nuova campagna, "Believe in dreams" (Credere nei sogni), con l'attrice Elle Fanning nella stessa scena di Audrey Hepburn in Colazione da Tiffany, e viene fatto un remake della canzone Moon River con testi dell'artista dell'hip hop A&AP Ferg.